# Список премьер-министров Объединённых Арабских Эмиратов
Список премьер-министров Объединённых Арабских Эмиратов перечисляет глав правительства Объединённых Арабских Эмиратов. Должность принадлежит эмиру Дубая. 

## Список премьер-министров Объединённых Арабских Эмиратов с 9 декабря 1971 года
| № | Фото | Имя                                    | Годы жизни            | Годы правления                  |
| - | ---- | -------------------------------------- | --------------------- | ------------------------------- |
| 1 |      | Мактум ибн Рашид Аль Мактум            | 1943 — 4 января 2006  | 9 декабря 1971 — 25 апреля 1979 |
| 2 |      | Рашид ибн Саид Аль Мактум              | 1912 — 7 октября 1990 | 25 апреля 1979 — 7 октября 1990 |
| 3 |      | Мактум ибн Рашид Аль Мактум (вторично) | 1943 — 4 января 2006  | 8 октября 1990 — 4 января 2006  |
| 4 |      | Мохаммед ибн Рашид Аль Мактум          | 22 июля 1949          | с 5 января 2006                 |